# Gabunische Basketballnationalmannschaft
Die gabunische Basketballnationalmannschaft ist die Auswahl gabunischer Basketballspieler, welche die Fédération Gabonaise de Basket-Ball auf internationaler Ebene, beispielsweise in Freundschaftsspielen gegen die Auswahlmannschaften anderer nationaler Verbände, aber auch bei internationalen Wettbewerben repräsentiert. 
Größte Erfolge waren das Erreichen des neunten Platzes bei den Afrikameisterschaften 1993 und 2005. 1965 trat der nationale Verband dem Weltverband Fédération Internationale de Basketball (FIBA) bei. Im Januar 2014 wurde die Mannschaft nicht in der Weltrangliste der Männer geführt.

## Internationale Wettbewerbe

### Gabun bei Weltmeisterschaften
Die Mannschaft konnte sich bisher nicht für eine Weltmeisterschaft qualifizieren.

### Gabun bei Olympischen Spielen
Bisher gelang es der Mannschaft nicht, sich für die olympischen Basketballwettbewerbe zu qualifizieren.

### Gabun bei Afrikameisterschaften
Die Mannschaft kann bisher zwei Teilnahmen an der Afrikameisterschaft vorweisen:
| - 1962: nicht qualifiziert - 1964: nicht qualifiziert - 1965: nicht qualifiziert - 1968: nicht qualifiziert - 1970: nicht qualifiziert - 1972: nicht qualifiziert - 1974: nicht qualifiziert - 1975: nicht qualifiziert - 1978: nicht qualifiziert - 1980: nicht qualifiziert - 1981: nicht qualifiziert - 1983: nicht qualifiziert - 1985: nicht qualifiziert - 1987: nicht qualifiziert - 1989: nicht qualifiziert | - 1992: nicht qualifiziert - 1993: 9. Platz - 1995: nicht qualifiziert - 1997: nicht qualifiziert - 1999: nicht qualifiziert - 2001: nicht qualifiziert - 2003: nicht qualifiziert - 2005: 9. Platz - 2007: nicht qualifiziert - 2009: nicht qualifiziert - 2011: nicht qualifiziert - 2013: nicht qualifiziert - 2015: 8. Platz - 2017: nicht qualifiziert - 2021: nicht qualifiziert |

### Gabun bei den Afrikaspielen
Die Basketballnationalmannschaft Gabuns nahm bisher nicht an den Wettbewerben der Afrikaspiele teil.